# Max Schubert (Physiker)
Max Schubert (* 16. September 1926 in Plauen; † 13. April 1998 in Jena) war ein deutscher Experimentalphysiker, der sich mit nichtlinearer Optik befasste und Hochschullehrer an der Friedrich-Schiller-Universität Jena war.
Schubert ging in Plauen und Jena zur Schule, war im Krieg Flakhelfer und danach in amerikanischer Kriegsgefangenschaft. Anschließend arbeitete er als Gehilfe in der Landwirtschaft nahe Jena und begann 1947 sein Physik- und Mathematikstudium an der Universität Jena. Seine Diplomarbeit wurde von Friedrich Hund betreut und war über Bandstruktur-Berechnungen in der Festkörperphysik. Hund betreute ihn auch, als er selbst 1953 nach Frankfurt ging. Schubert promovierte bei Wilhelm Schütz in Jena und wurde noch vor der Promotion dessen Assistent. In dieser Funktion baute er die Arbeitsgemeinschaft optische Spektroskopie in Jena auf einschließlich Ramanspektroskopie. Die Dissertation war theoretisch orientiert (Verbesserung des Signal-Rausch-Verhältnisses), er verbesserte aber auch die experimentellen Verfahren zur Verbesserung des Signal-Rausch-Verhältnisses in der Ramanspektroskopie und Spektroskopie im fernen Infrarot. 1962 habilitierte er sich über Optimierungsprobleme in der Messtechnik unter informationstheoretischen Aspekten. 1963 wurde er Dozent und 1964 Professor in Jena. Er baute nach Anschluss der Abteilung Laserphysik die Forschungsgruppe nichtlineare Optik in Jena auf. 1963 wurde er kommissarischer Direktor und 1967 Direktor des Physikalischen Instituts in Jena. Nach der Wende war er Direktor des Instituts für Optik und Quantenelektronik in Jena.
Er erweiterte seine messtechnischen Untersuchungen auf die Quantenoptik und lieferte dort wichtige Beiträge zum Problem der Phasenmessung und nichtklassischem Licht. In den 1990er Jahren befasste er sich mit dem Phasenproblem bei der Röntgenbeugung. Schubert achtete stets auf eine enge Beziehung von Theorie und Experiment und förderte früh die Laserphysik und Quantenoptik in der DDR.
Von ihm stammt ein Lehrbuch der Nichtlinearen Optik mit Bernd Wilhelmi (1938–2018), das auch erweitert in englischer Sprache erschien.
Schubert war mehrere Jahre Leiter der Sektion Physik an der Universität Jena (1968 bis 1970 und 1980/81) und im Forschungsrat der DDR. 1971 erhielt er den Nationalpreis der DDR, und 1972 wurde er korrespondierendes Mitglied der Berliner Akademie der Wissenschaften.

## Schriften
- mit Bernd Wilhelmi: Einführung in die nichtlineare Optik, 2 Bände, Leipzig: Teubner,  Band 1: Klassische Beschreibung, 1971, Band 2: Quantenphysikalische Beschreibung, 1978
- mit Bernd Wilhelmi: Nonlinear Optics and Quantum Electronics, Wiley 1986
- mit Gerhard Weber: Quantentheorie, Deutscher Verlag der Wissenschaften 1983